# دين كرامر
دين كرامر (بالإنجليزية: Dean Kramer)‏ هو عازف بيانو وملحن أمريكي، ولد في 29 أبريل 1952 في فيلادلفيا في الولايات المتحدة.